# محمد پسر ابوبکر
محمد پسر ابوبکر (نام کامل: محمد بن ابوبکر بن ابی قحافة تیمی) از تابعین محمد، پیامبر اسلام و از یاران علی بن ابی طالب بود.
پدرش ابوبکر، اویلن خلیفه بعد از محمد پیامبر اسلام بود. مادرش اسماء دختر عمیس بعد از مرگ ابوبکر، به عقد علی بن ابی طالب درٱمد.
محمد پسر ابوبکر در سال دهم هجری در محلی به نام ذوالحلیفه میان راه مکه و مدینه متولد شد. 
او در خانه علی بن ابی طالب پرورش یافت و در جنگ‌های جمل و صفین در کنار علی جنگید. پس از کشته شدن مالک اشتر، محمد  به حکومت مصر برگزیده شد. وی در مصر مجبور به جنگ با عمروعاص شد و سرانجام در سال ۳۸ هجری به دست معاویه پسر خدیج کشته شد.